# Tuindorp-West Complex
Het Tuindorp-West Complex is een complex van studentenwoningen gelegen in de meest westelijke hoek van Tuindorp in de wijk 'Noordoost' in de Nederlandse stad Utrecht.  Het complex staat ook wel bekend als 'de flats aan de Van Lieflandlaan' of als de afkorting TWC. Het complex wordt beheerd door SSH Student Housing.
Ondanks dat het TWC ook wel bekend staat als 'de flats aan de Van Lieflandlaan', zijn er op het complex nog drie andere straten waar een van de drie hoogbouwflats en de meeste laagbouw aan liggen. Dit zijn de Willem Schuylenburglaan, Gisbert Bromlaan en Frits Coerslaan, alle drie vernoemd naar voormalige studenten uit Utrecht. De Van Lieflandlaan is vernoemd naar de negentiende-eeuwse kunstenaar, die tevens zijn opleiding in Utrecht heeft gedaan.

## Bouwgeschiedenis en indeling

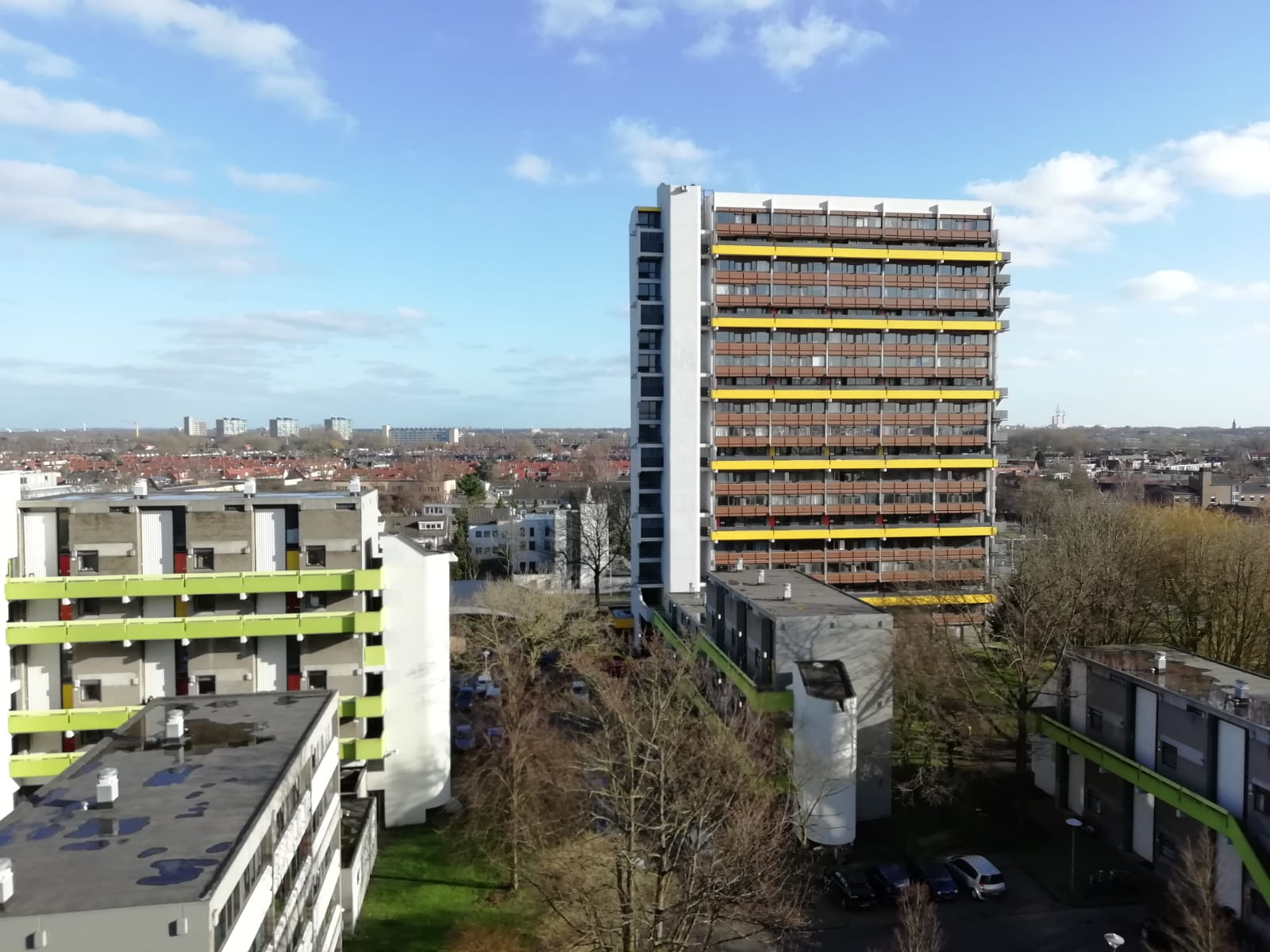
De gele hoogbouwflat en de laagbouw

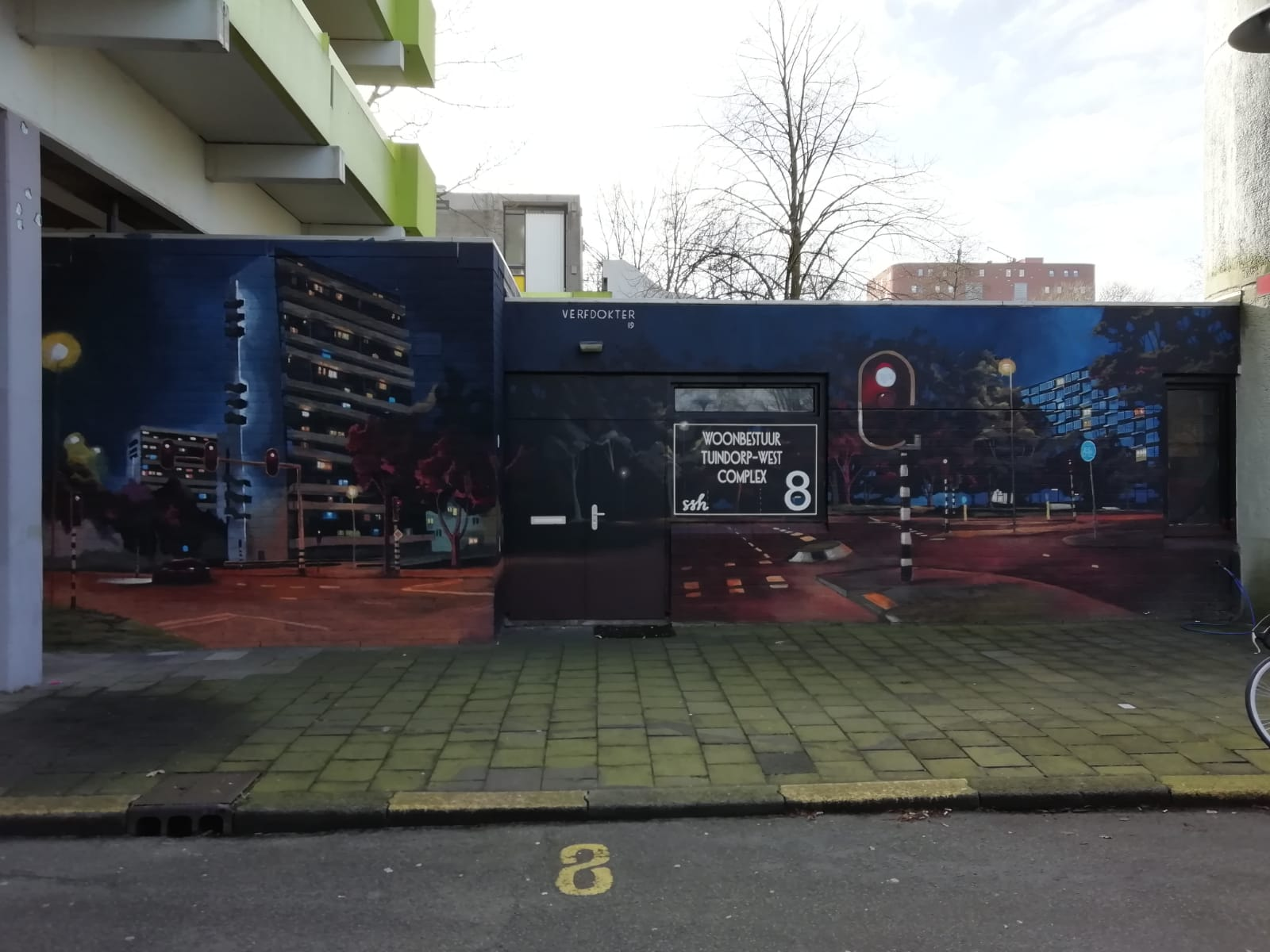
Het gebouwtje met o.a. het woonbestuur versierd met een schildering van de Verfdokter.

In de tweede helft van de twintigste eeuw groeide het aantal studenten in Nederland explosief en dit zorgde voor een grote vraag naar studentenwoningen. In Utrecht werden sindsdien meerdere studentencomplexen gebouwd, waaronder het IBB-complex in de jaren 1960. Halverwege de jaren '60 maakte de SSH plannen voor het TWC. Het complex, een ontwerp uit 1969 van de Rotterdamse architect A. van Randen van het architectenbureau Van Tijen, Boom, Posno & Van Randen, werd uiteindelijk gebouwd tussen 1970 en 1973 en wordt gedomineerd door drie vrijwel identieke hoogbouwflats van ieder 18 woonlagen. In totaal zijn er binnen het complex ongeveer 1200 studentenkamers, waarvan 300 in iedere hoogbouwflat, in eenheden van 10 kamers. De overige 300 kamers zijn gesitueerd in de laagbouwflats, in eenheden van 2 of 4 kamers. De kamers zijn allemaal ongeveer 14m² groot. Oorspronkelijk stonden er midden op het TWC-terrein ook een aantal voorzieningen als een kleine supermarkt, mensa, sportschool en wasserette. Al deze voorzieningen zijn inmiddels verdwenen en de panden worden momenteel onder andere gebruikt door een kinderopvang. Wel is er nog een bar die bewoners sporadisch kunnen bezoeken voor een borrel die doorgaans georganiseerd wordt door het woonbestuur. Naast een aantal fietsenstallingen en sportveldjes bevindt er zich in de meest westelijke hoek van het terrein een moestuin waar bewoners via het woonbestuur gebruik van kunnen maken.

## Renovaties
In veel (zo niet alle) kamers van het complex is asbest verwerkt. Na deze vaststelling zijn alle plaatsen met asbest bedekt met houten platen.
In 2017 kreeg het complex de status van gemeentelijk monument. Reden hiervoor is onder andere de typische indeling van de wooneenheden. Daarnaast heeft het complex een historische waarde voor de Utrechtse studentencultuur vanaf de jaren 1970.
In oktober 2019 is de SSH begonnen met de grootschalige verduurzaming van het TWC. Volgens de plannen van de SSH moet het complex, net als alle andere panden van de wooncoöperatie, in 2050 klimaatneutraal zijn.
In oktober 2023 werd aangekondigd dat de drie woongebouwen van het complex een uitgebreide renovatie zullen ondergaan als ten minste 70% van de bewoners daar mee instemmen. Voor de zomer van 2024 dienden de bewoners van de rode flat te verhuizen naar alternatieve huisvesting. In 2025 zal de oranje flat een renovatie ondergaan, gevolgd door de gele flat in 2026. Ook hier moeten alle bewoners op zoek naar een nieuwe (tijdelijke) woonruimte. Ondanks aanvankelijke weerstand stemde uiteindelijk 77% van de bewoners van de rode flat in met het renovatieplan. De SSH heeft daartoe concessies gedaan, waaronder het verlenen van een langere verhuistijd. De renovatie van de rode flat is in november 2024 gestart.

## Wetenswaardigheden
Sinds 2019 is het gebouwtje met de bar van het woonbestuur versierd met een schildering van de Utrechtse kunstenaar Robert-Jan Brink, beter bekend als de Verfdokter. Te zien is een aanzicht op de nabijgelegen wijk Overvecht en het TWC in avondsfeer.
Het complex is meerdere malen in het nieuws geweest door een aantal zelfmoordpogingen. Zowel bewoners als niet-bewoners zijn door de jaren heen van open galerijen gesprongen, meestal met dodelijke afloop.
Rond de kerstdagen worden aan de oostkant van de oranje flat rode en groene lichten gespannen, die samen een kerstboom uitbeelden van enkele tientallen meters hoog.